# Cathialine Andria
Cathialine Andria (ur. 24 sierpnia 1982 w Paryżu) – francuska piosenkarka, kompozytorka i scenarzystka.

## Życiorys
Urodziła się w Paryżu w jednej z umuzykalnionych rodzin, dzięki której od wczesnego dzieciństwa wkroczyła w artystyczny świat. W wieku sześciu lat, idąc śladami ojca, rozpoczęła naukę gry na pianinie. Krótko potem została scenarzystką i kompozytorką.
W 2000 roku rozpoczęła współpracę ze studiem Alice Dony, gdzie rozwijała swoje umiejętności artystyczne. W 2002 wcieliła się w rolę Róży w zekranizowanym musicalu Le Petit Prince. Rok później użyczyła głosu do filmu Basen, wyreżyserowanego przez François Ozona. Następnie poświęciła się nagrywaniu swojego debiutanckiego albumu solowego, którego wydanie zostało przesunięte z uwagi na propozycję objęcia przez piosenkarkę jednej z głównych ról w musicalu Le Roi Soleil, którą przyjęła. Grała tam guwernantkę dzieci królewskich spoza małżeństwa, Madame de Maintenon. W musicalu wykonywała utwory „Je serais lui”, „Alors d’accord”, „Repartir” (wraz z Victorią Petrosillo i Merwanem Rimem), „Personne n’est personne” (wraz z Victorią Petrosillo) oraz „La vie passe” (wraz z Emmanuelem Moire), będącym jednym z singli promujących musical, do którego nakręcono teledysk. Singiel notowany był na 28. miejscu zestawienia Top Singles & Titres we Francji.
W 2007 na wydawnictwie z utworami z musicalu Le Roi Soleil zatytułowanym De Versailles à Monaco Live nagrała ponownie utwór „Alors d’accord”, „Repartir” wraz z Anggun oraz „La vie passe” z Lââm.

## Filmografia
Opublikowano na podstawie materiału źródłowego.
- 2002 – Le Petit Prince (musical, jako Róża)